# Jean-Nicolas Buache

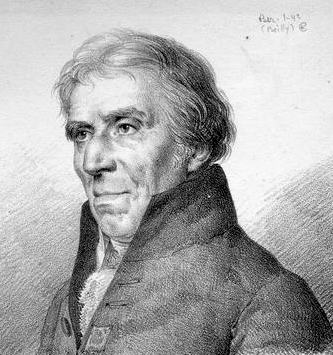
Jean-Nicolas Buache, Lithographie von Julien Léopold Boilly

Jean-Nicolas Buache, auch Buache de La Neuville genannt, (* 15. Februar 1741 in La Neuville-au-Pont, Frankreich; † 21. November 1825 in Paris, Frankreich) war ein französischer Geograph.

## Biografie
Als Direktor des Dépôt des cartes et plans de la Marine war er der letzte, der den Titel „Erster Geograph des Königs“ trug. Er wurde 1770 zum Mitglied der Académie des Sciences gewählt und erhielt 1788 von Ludwig XVI. den Auftrag, Karten aller französischen Balleien und Seneschallaten, wie die Bezirke im Ancien Régime genannt wurden, zu erstellen. Weiterhin war er der Autor zahlreicher geographischer Abhandlungen, darunter die Mémoires sur les découvertes à faire dans le Grand Océan (1797–1798), in denen er die von James Cook 1777 entdeckte Insel Kiritimati (ehemals Weihnachtsinsel) als bereits 1537 von der meuternden Besatzung von Hernando de Grijalva entdeckten und Acea getaufte Insel identifizierte.
Weiterhin war Buache als Lehrer an der Ecole Normale in Paris tätig und Mitglied des Bureau des Longitudes.
Er starb in der Rue Guénégaud 18 und wurde auf dem Friedhof Père-Lachaise (21. Abteilung) in Paris beigesetzt.

## Familie

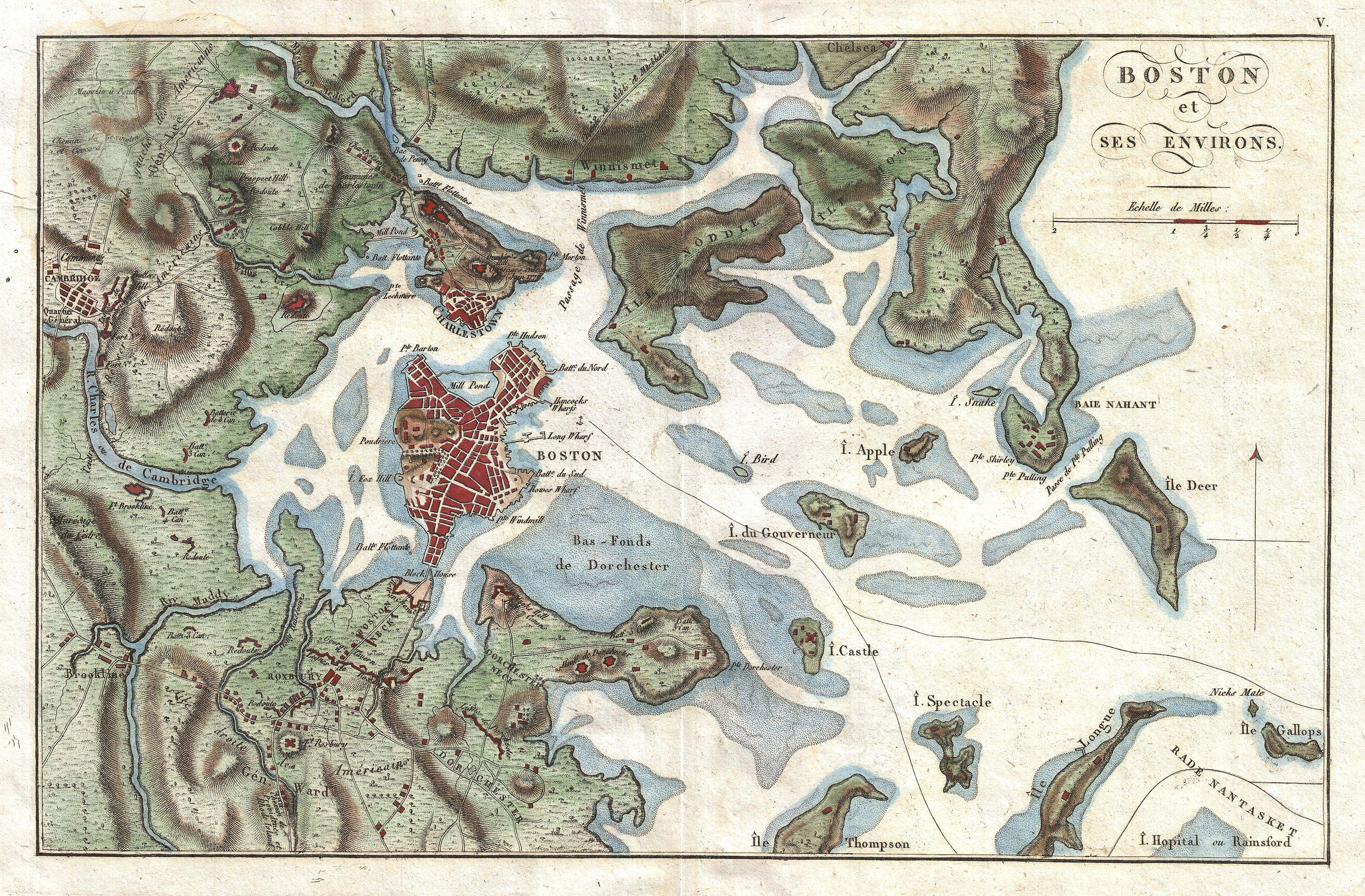
Karte von Boston, angefertigt von Buache, 1807.

Jean-Nicolas Buache war der Neffe von Philippe Buache, der ebenfalls Geograph des Königs war.
Weiterhin war Buache der Onkel von Charles-François Beautemps-Beaupré, der auf dessen Betreiben bereits als Student in das Dépôt des cartes et plans de la Marine eintrat.